# Henley (Oregon)
Henley az Amerikai Egyesült Államok északnyugati részén, Oregon állam Klamath megyéjében, az Oregon Route 39 mentén elhelyezkedő önkormányzat nélküli település.
Névadója James T. Henley telepes.

## Oktatás
A település iskoláinak fenntartója a Klamath megyei Tankerület.

## Fordítás
- Ez a szócikk részben vagy egészben  a   Henley, Oregon című angol Wikipédia-szócikk ezen változatának fordításán alapul.  Az eredeti cikk szerkesztőit annak laptörténete sorolja fel. Ez a jelzés csupán a megfogalmazás eredetét és a szerzői jogokat jelzi, nem szolgál a cikkben szereplő információk forrásmegjelöléseként.